# Biserica de lemn din Gialacuta

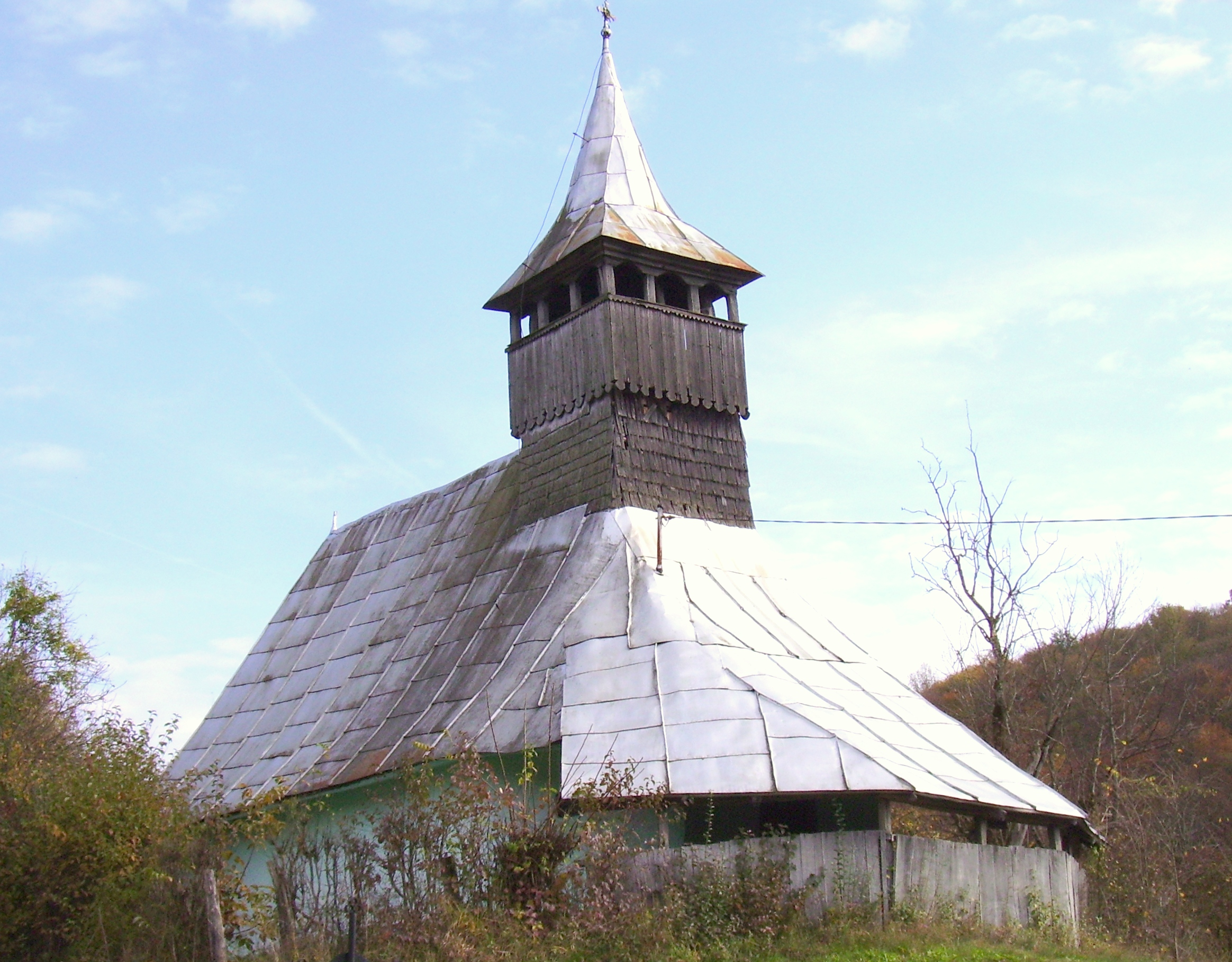
Biserica de lemn „Sfinții Arhangheli Mihail și Gavriil” din Gialacuta, județul Hunedoara, foto: septembrie, 2008.

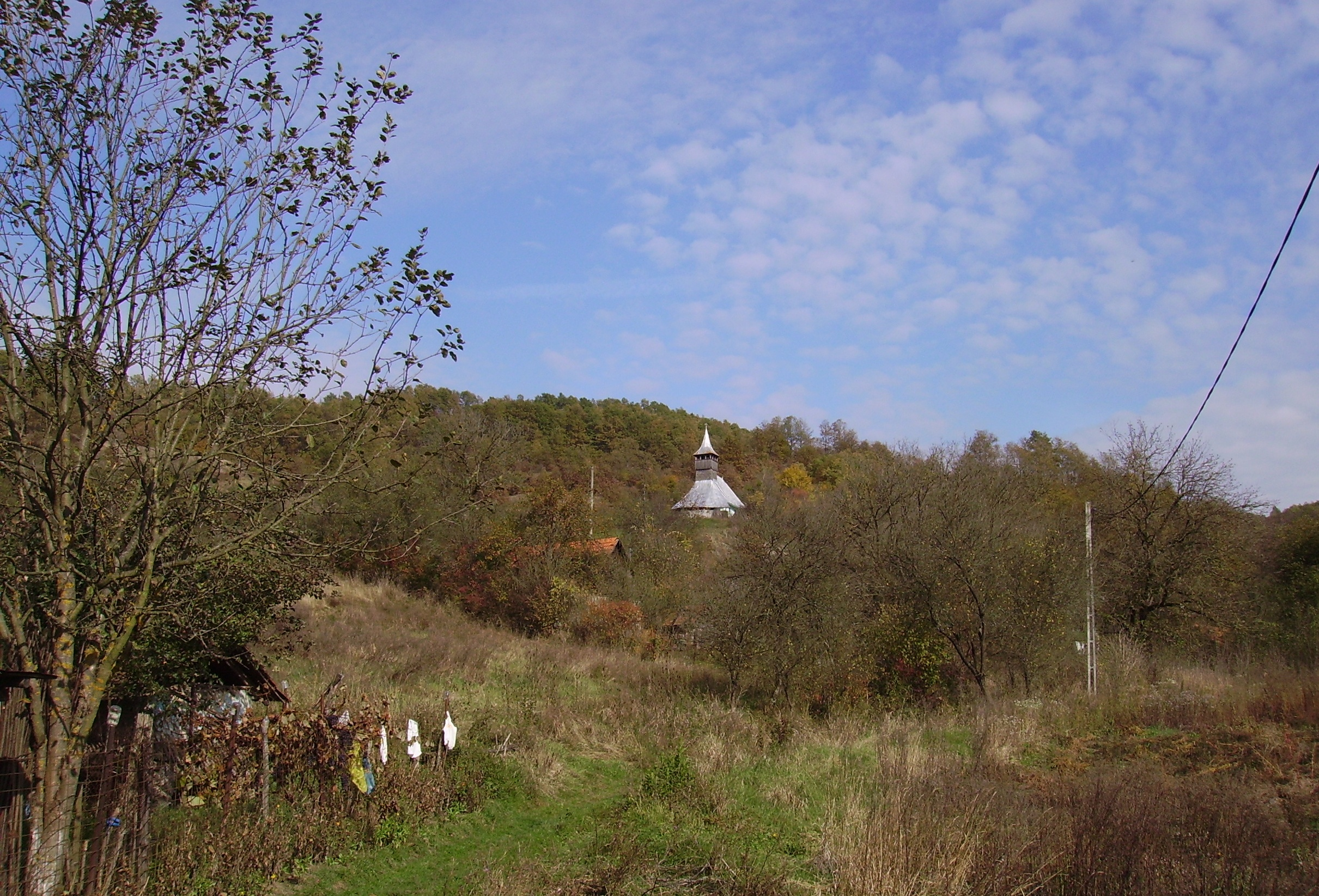
Biserica din depărtare

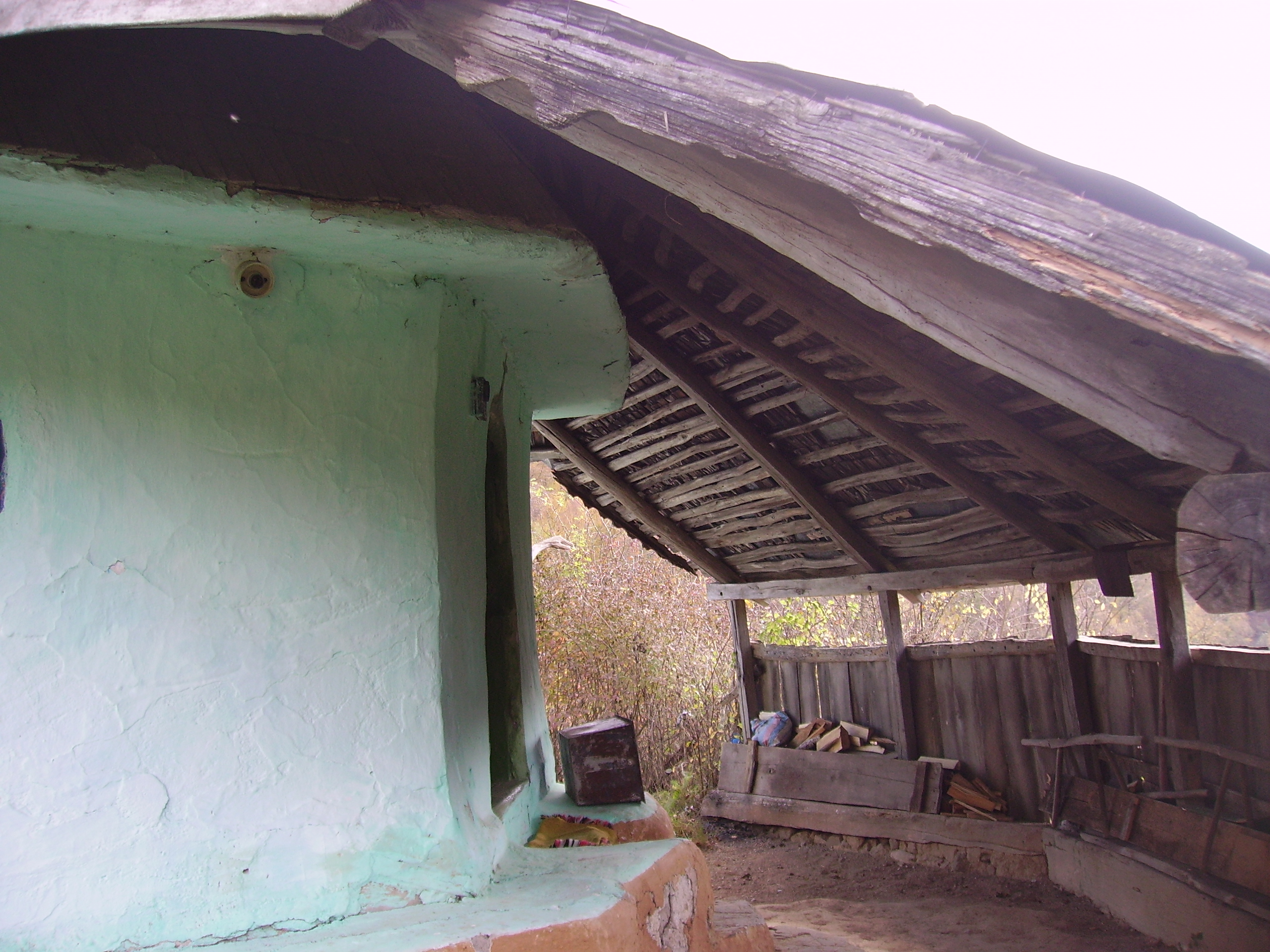
Şopronul înconjurat cu palanc

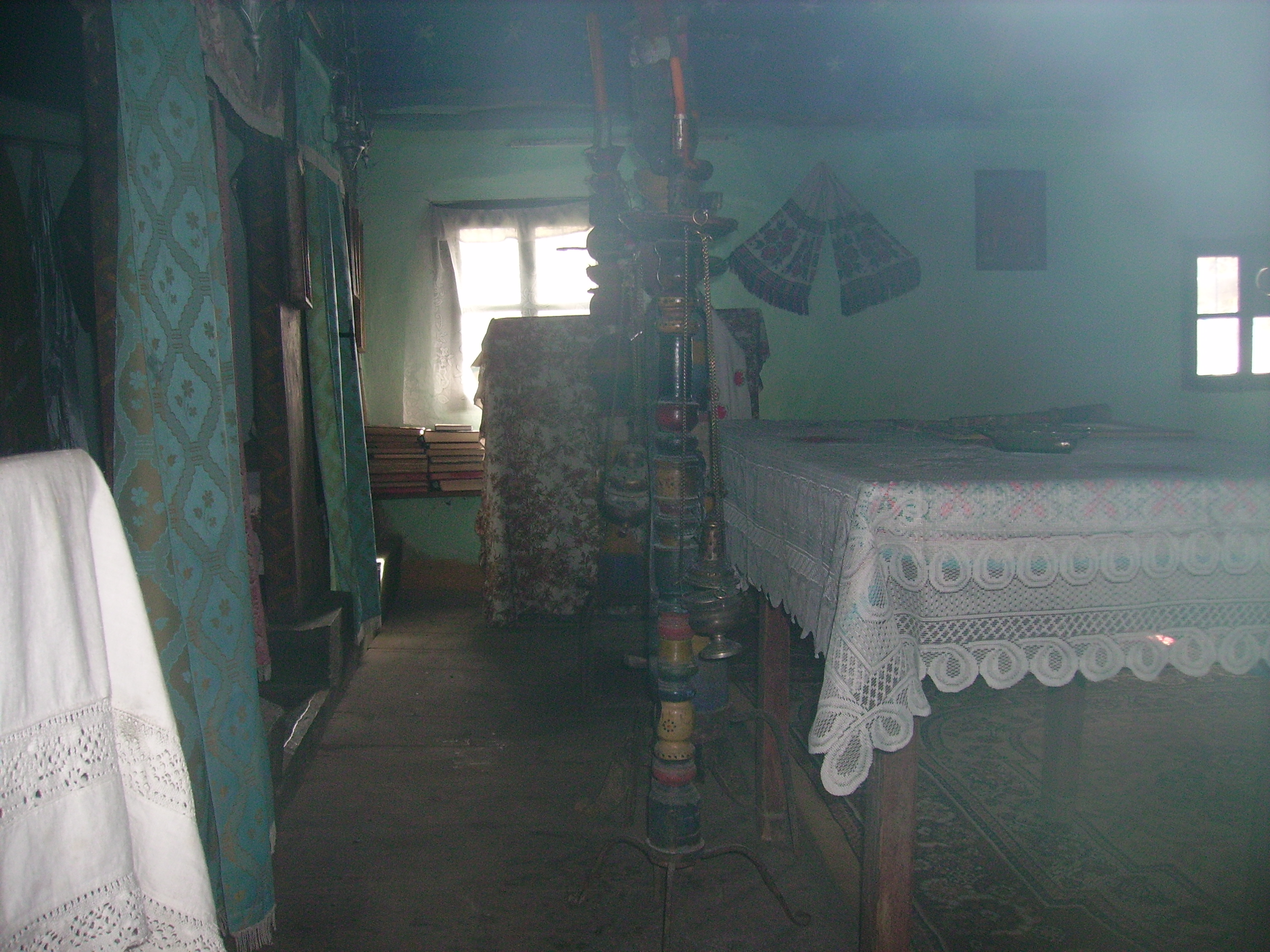
Interiorul, tencuit şi văruit, ascunde o posibilă podoabă pictată

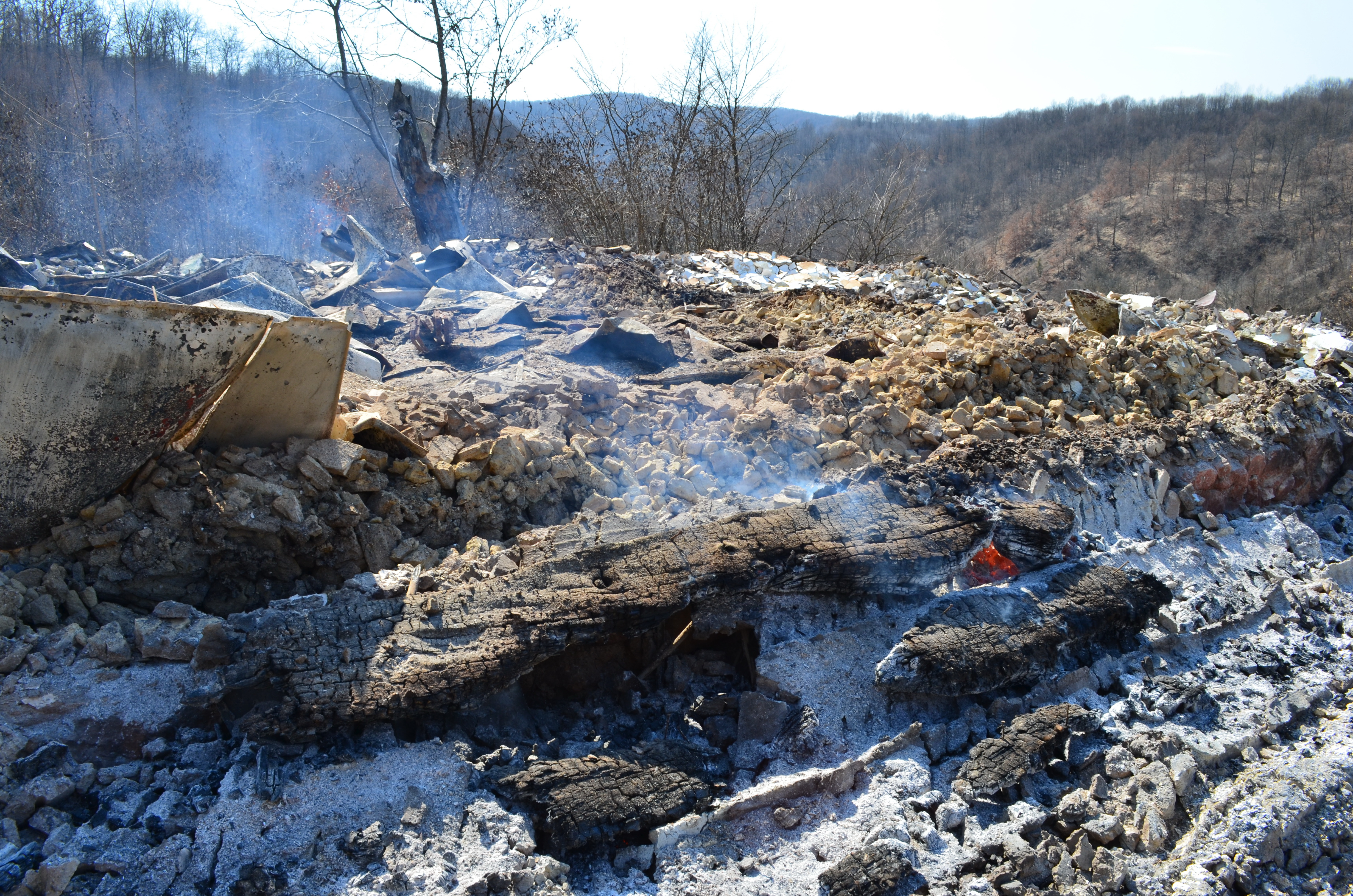
Sfârșitul: 19 martie 2012.

Biserica de lemn din Gialacuta, comuna Brănișca, județul Hunedoara a fost ridicată la mijlocul secolului al XVII-lea. Are hramul „Sfinții Arhangheli Mihail și Gavriil”. Figurează pe lista monumentelor istorice, cod LMI HD-II-m-A-03319.

## Istoric și trăsături
Biserica Sfinții Arhangheli domină, de pe deal, satul risipit în vale și pe coaste și care nu mai are decât șapte locuitori. S-a păstrat, prin tradiție, că înaintașa ei mult mai mică, a fost la locul numit „Vârtoape”. Momentul înălțării lăcașului existent, se consideră că este în miezul secolului al XVII-lea, văleatul stăruind poate în pragul de sus al ușii de vest, îngropat sub tencuială.
Dimensiunile îi sunt modeste: laturile lungi de 8m, înălțimea de 1,70m, iar forma arhaică, o navă dreptunghiulară cu partea de vest și est nedecroșate, poligonale cu trei laturi.
Clopotnița, de peste pronaos, cu foișor în console și coif, a fost adăugată târziu (secolul XIX), ca și șopronul, de formă poligonală, înconjurat cu palanc, rostuit pentru mărirea spațiului. În elevația interiorului s-a folosit modelul obișnuit, pentru pronaos (tavan drept) și naos (boltă în leagăn), mai aparte fiind cel al altarului – o boltă joasă, puțin curbată, tangentă la laturile poligonului.
Cu peste cinci decenii în urmă pereții au fost tencuiți pe dinafară, dar și la interior, peste o prea posibilă decorație pictată, datorată unuia dintre zugravii de la care au rămas mărturii (Constantin sau autorul picturii de la Certejul de Jos). Din tâmpla secolului al XVIII-lea se păstrează trei prețioase icoane: Maria cu Pruncul; Sfântul Nicolae, Is. Hs., (ajunse în depozitul de la Orăștie) al căror realizator, familiar prin roadele hărniciei și talentului său (semnalate la Târnava, Furcșoara, Rădulești, Certejul de Jos, Ciungani, Basarabasa, Zam, Ocișor ș.a.), rămâne doar presupus căci nu am aflat, până acuma, nici o piesă semnată.
Spre sfârșitul secolului al XIX-lea, o compoziție alegorică, arbori în ipostaza anotimpurilor, a fost zugrăvită pe tavanul pronaosului; o scenă din geneză, pe timpanul de vest al naosului; „Cel vechi de zile”, pe bolta altarului.

## Epitaf pentru o bisericuță de lemn
Cenușa a încă unei bisericuțe de lemn îngrașă pământul locului pe care l-a slujit timp de trei secole și jumătate. A ars în 19 martie 2012, la prânz, din pricina unui foc scăpat de sub control. Nu au mai fost recuperate decât o găleată cu sfinte vase din porțelan (scoase din uzul liturgic), toaca de fier, tabla acoperișului și mici fragmente din clopotul de bronz. Încă o dată, neglijența, indiferența, produc pierderi ireparabile, iar cele nouă suflete care mai trăiesc în Gialacuta, au rămas și fără ultima lor mângâiere, bisericuța strămoșilor lor.

## Imagini după incendiu

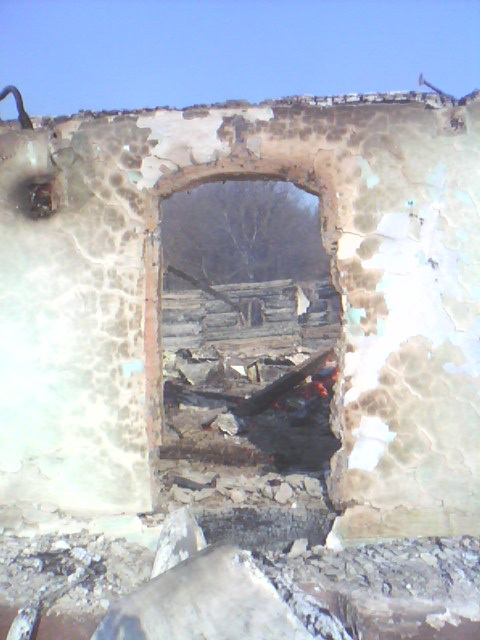
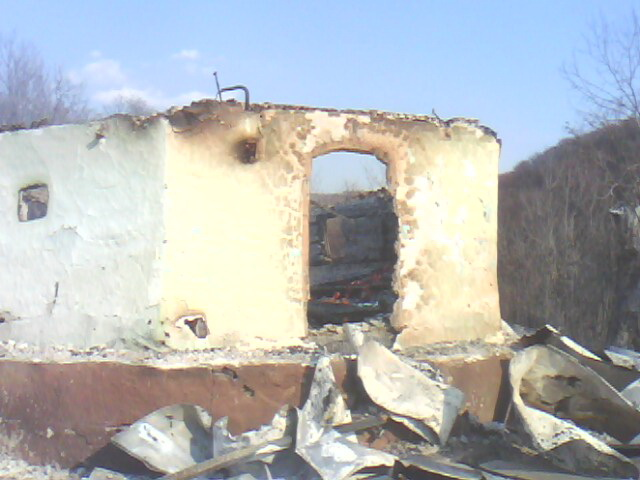
Imediat după incendiu
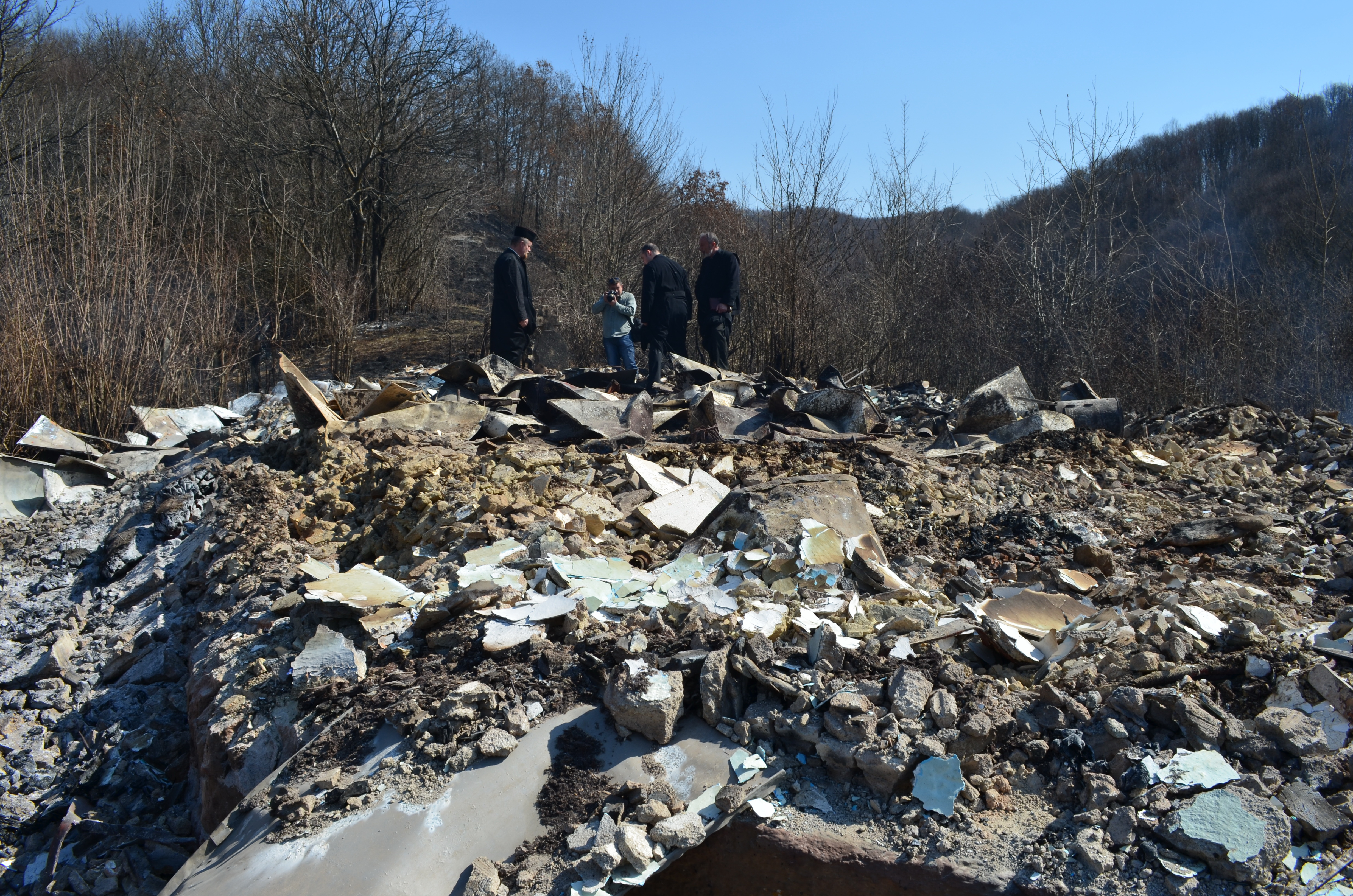
A doua zi
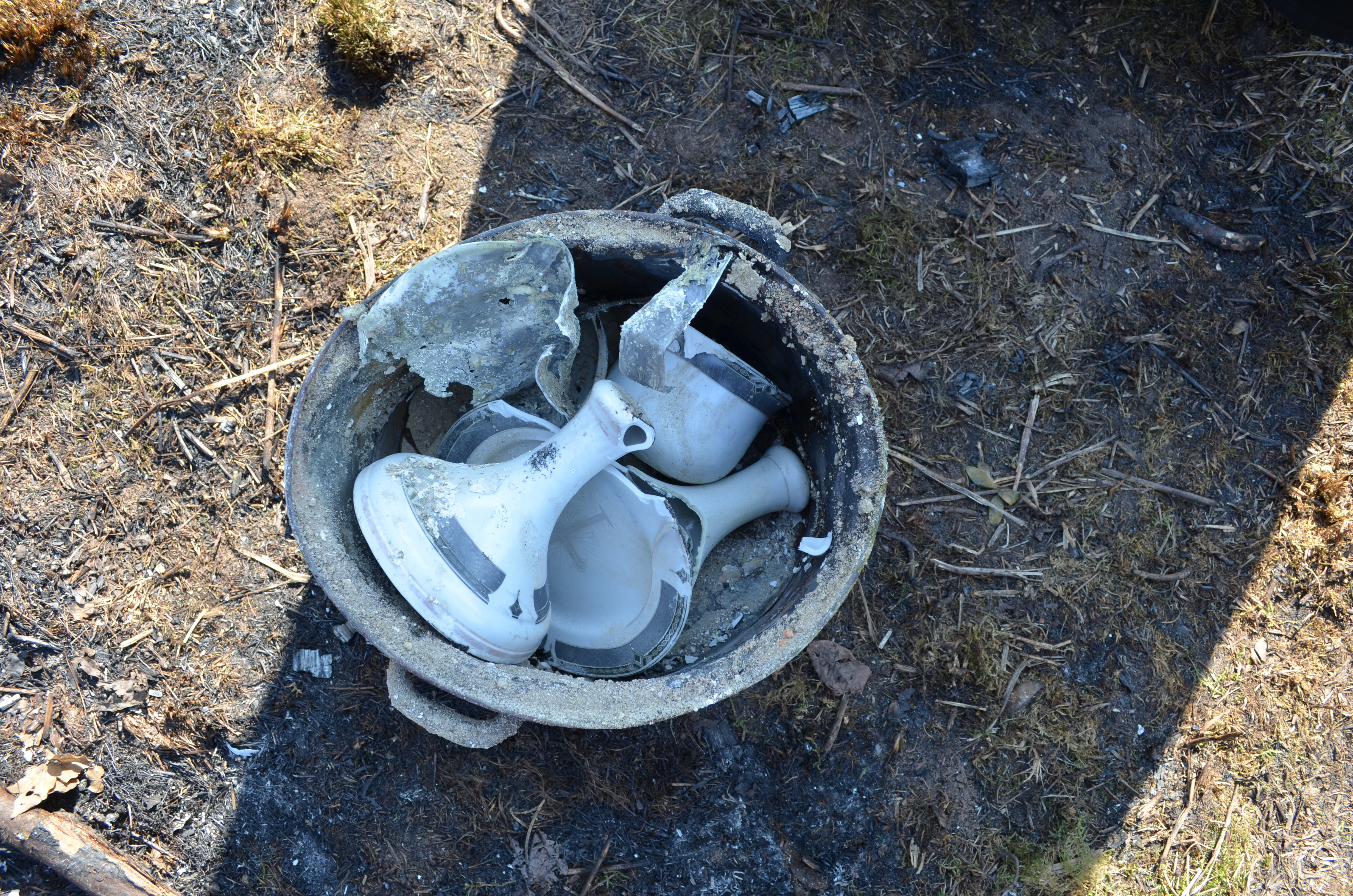
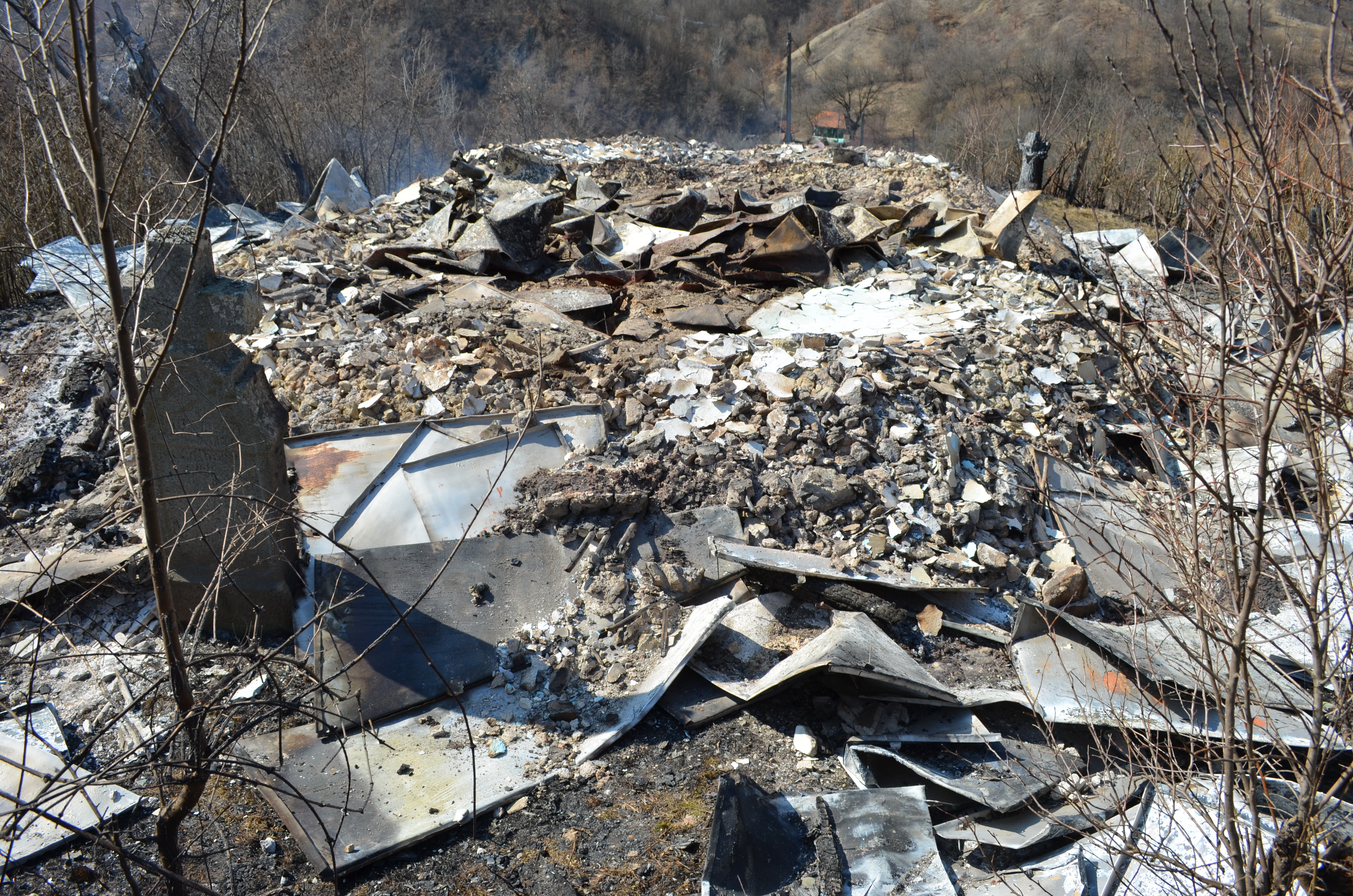
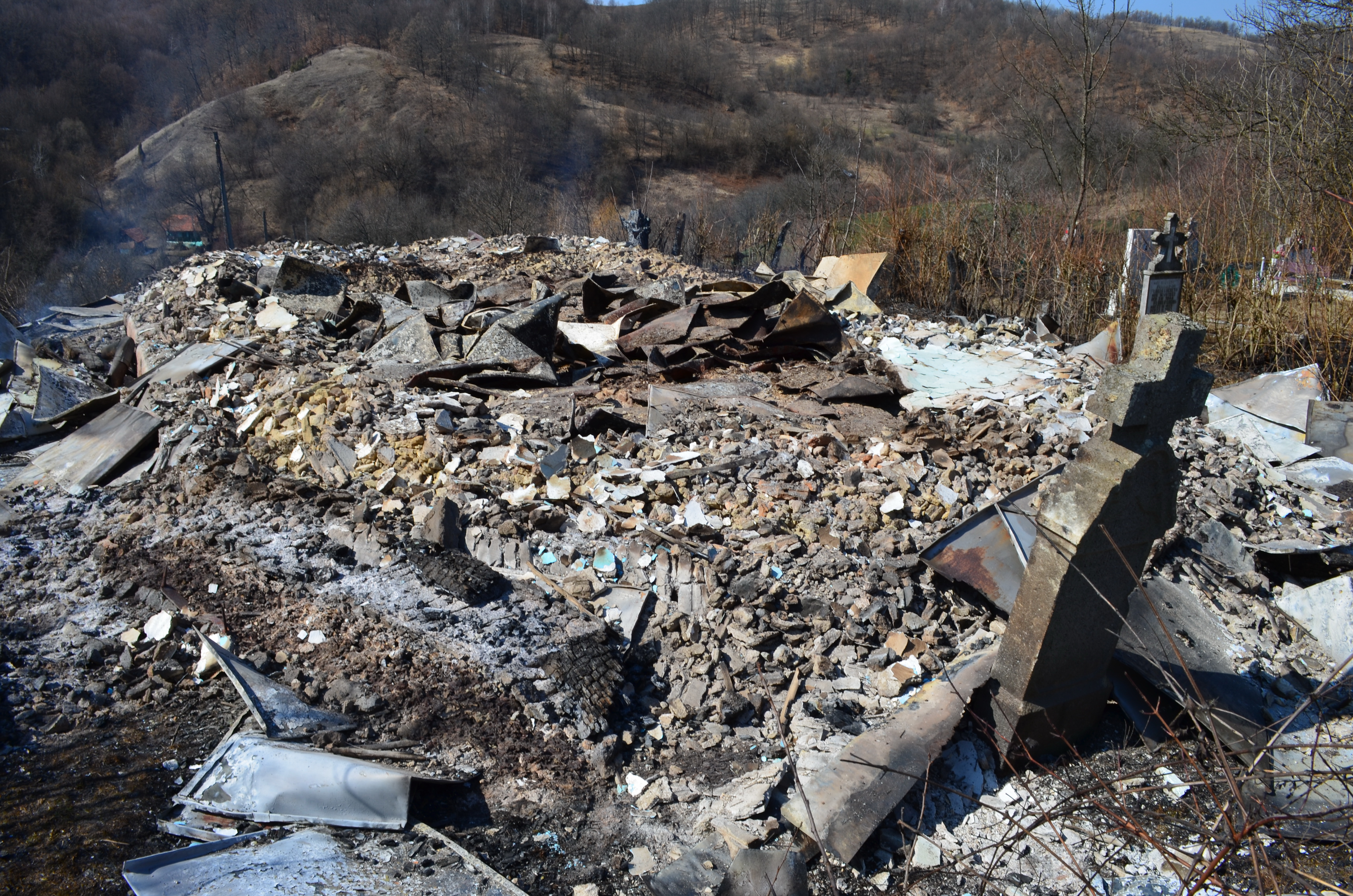
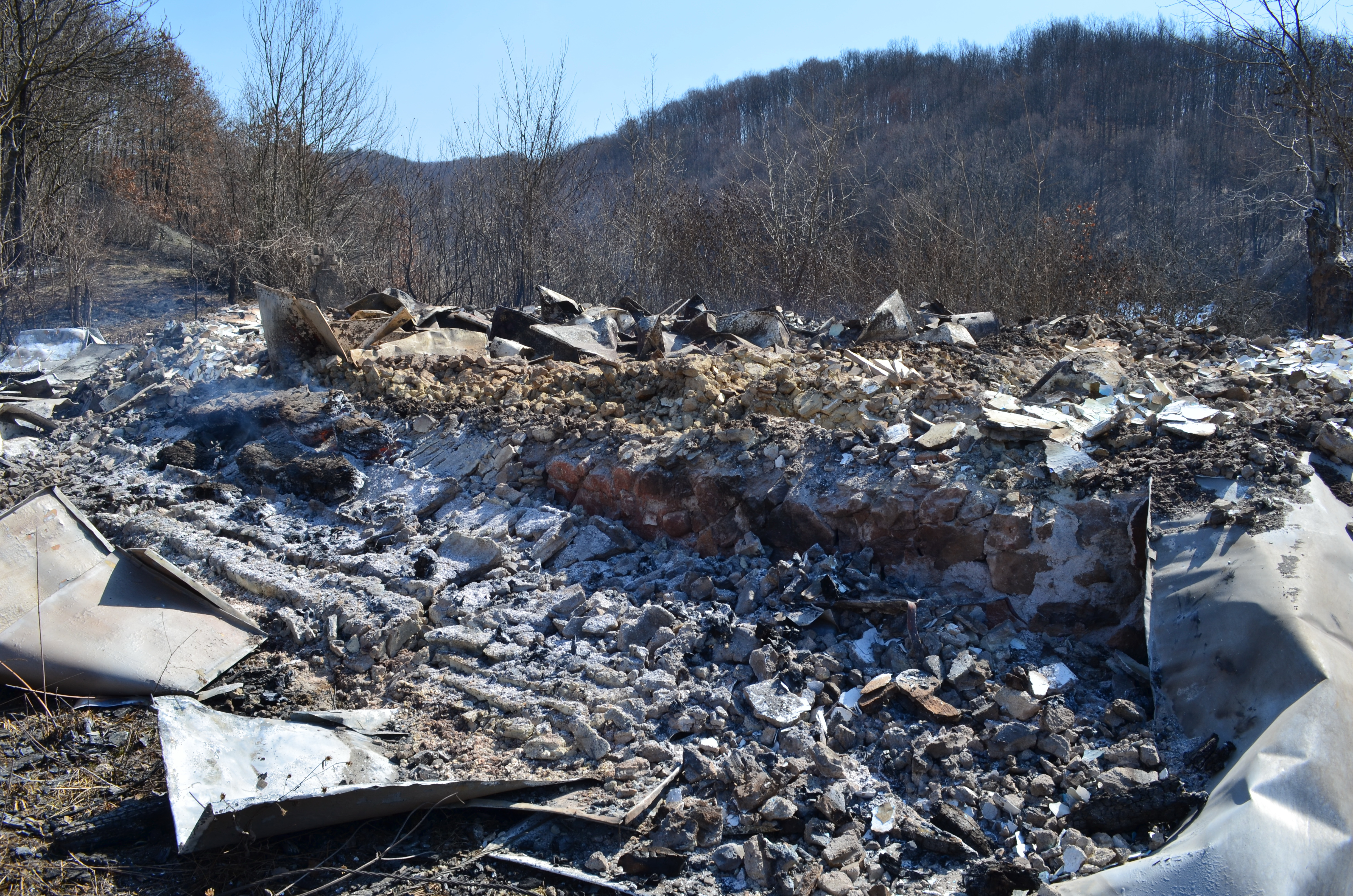
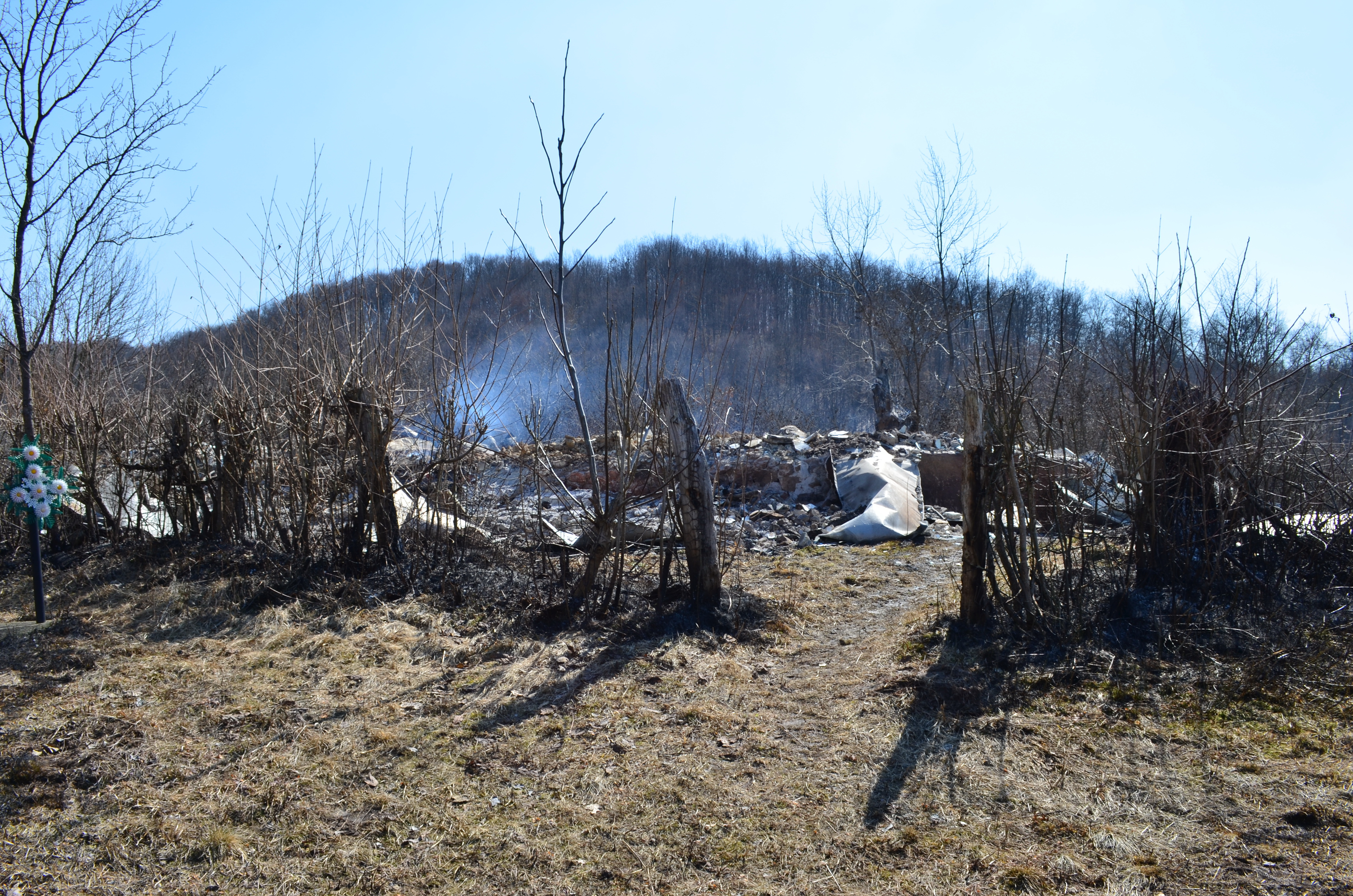
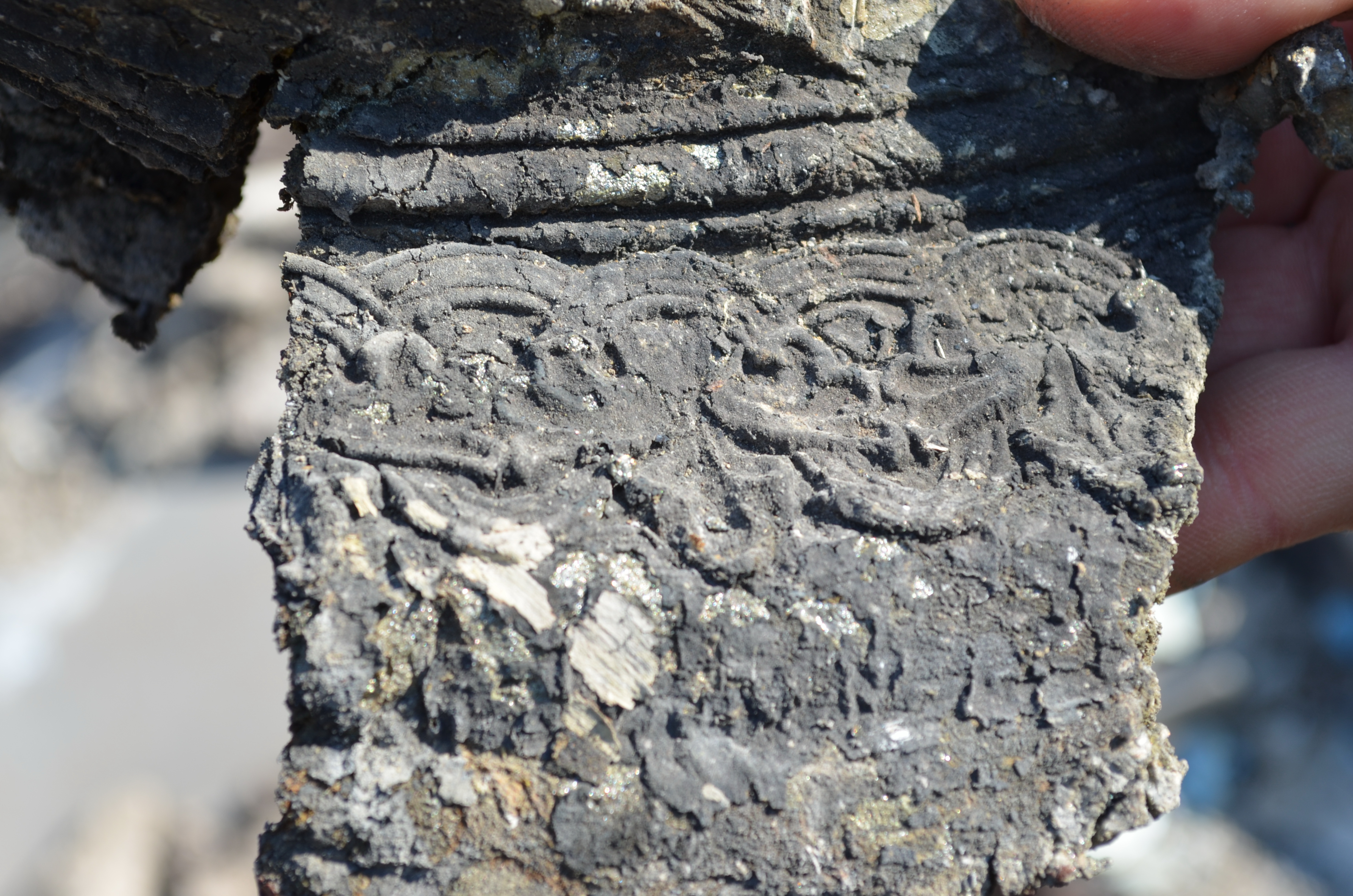